# Sympetrum haematoneura
Sympetrum haematoneura är en trollsländeart som beskrevs av Fraser 1924. Sympetrum haematoneura ingår i släktet ängstrollsländor, och familjen segeltrollsländor. IUCN kategoriserar arten globalt som livskraftig. Inga underarter finns listade i Catalogue of Life.